# Філ Лібін
Філ Лібін Народився 1 лютого 1972 р. в Ленінграді, СРСР  , переїхав до Америки, коли йому було вісім років.  З 2007 по 2015 рік він обіймав посаду генерального директора (CEO) компанії Evernote, що базується на Кремнієвій долині, а потім став виконавчим головою ради директорів Evernote.   У вересні 2015 року Лібін приєднався до General Catalyst Partners як четвертий генеральний партнер у Силіконовій долині.  У вересні 2016 року Лібін пішов у відставку з посади виконавчого голови ради директорів Evernote, щоб зосередитися на своїй ролі в General Catalyst Partners. 
До того, як приєднатися до Evernote, Лібін заснував і обіймав посаду президента CoreStreet, компанії, яка надавала урядовим організаціям і великим корпораціям технології керування обліковими даними та ідентифікаторами. У 2009 році CoreStreet була придбана компанією ActivIdentity  зараз належить HID Global .  Лібін також був засновником і генеральним директором Engine 5, бостонської компанії з розробки програмного забезпечення для Інтернету, придбаної Vignette Corporation (VIGN) у 2000 році за 26 мільйонів доларів.  Після придбання Лібін працював головним архітектором і головним технологом для додатків у Vignette.
Лібін закінчив Вищу наукову школу Бронкса в 1989 році і навчався в Бостонському університеті за спеціальністю « Комп’ютерні науки»,  але покинув незадовго до закінчення навчання, щоб зосередитися на своїх планах запуску компанії, що займається програмним забезпеченням. 
У Лібіна є розділ, що дає поради в книзі Тіма Ферріса « Знаряддя титанів» .

## зовнішні посилання
- Інтерв'ю з генеральним директором Evernote Філом Лібіним